# 주세페 비앙카니

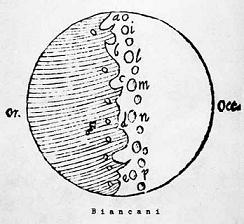

주세페 비앙카니(Giuseppe Biancani, 라틴 이름: Josephus Blancanus, 1566년 3월 8일~1624년 6월 7일)는 이탈리아의 예수회 천문학자, 수학자, 월면 지리학자로 이후 달의 분화구에 블랑카누스라는 이름을 남겼다. 볼로냐 출신이다.

## 삶
1592년 10월 4일 예수회에 입회하였다. 로마에 있는 예수회 로마 대학에서 당시의 유명한 수학자 크리스토퍼 클라비우스에게서 수학을 배웠다. 1596년에서 1599년 사이에 파도바에 있는 예수회 대학에서 공부하고 있었다. 갈릴레오는 1592년 베네치아 공화국의 공립 대학인 파도바 대학의 수학 교수로 임명되었고, 비앙카니는 파도바에서 지내는 동안 그와 친해졌다. 이러한 우정은 비앙카니에게는 중요한 것이었는데, 나중에 자신이 속한 예수회의 견해와 갈릴레오에 의한 혁명적인 새로운 사상 사이에서 난처한 입장에 처하게 된다. 1611년 6월 14일 그가 쓴 편지에서 그는 갈릴레오와의 우정을 언급했다.
나는 갈릴레오의 진귀한 학식과 발명뿐만 아니라 파도바에서 그와 나눈 옛 우정으로 인해 그를 좋아하고 존경한다, 그의 예의와 애정에 압도되었고 매료되었다.
수련 기간이 끝나자 나머지 인생을 파르마에 있는 예수회 대학에서 수학을 가르치며 보냈다. 이 기간 동안 가르친 학생들중에 천문학자 리치올리도 있다.

## 학술 업적
볼로냐에서 1615년 출판된 《아리스토텔레스의 수학관(數學館)》은 아리스토텔레스의 저술에서 수학에 관련된 부분을 모은 것인데, 떠다니는 물체에 대한 아리스토텔레스 생각도 다루었다. 이 책을 쓴 이유에 대해 그는 다음과 같이 적었다.
나 역시 아리스토텔레스의 작품에 몰두하기 시작했으므로 그의 전체 작품에 흩어져 있는 수학에 관련된 구절들을 모아 설명하였으며 무엇보다도 수학에 대한 지식도 없이 고대의 관습을 버리고 자신의 공부를 해치며 철학에 헌신한 철학과 학생들에게 유용할 것이다.
이 작품은 예수회의 일반적 관행에 따라 동료들에 의한 검열을 받았다. 심사위원인 조반니 카메로타는 다음과 같이 썼다: "우리 회원들이 지은 책으로 특히 아리스토텔레스와 반대되는 갈릴레이의 사상을 담고 있는 것은 적절하거나 유용하지 않은 것 같다."
비앙카니는 1615년에 《천구론》을 지었다. 그러나 1616년 금서목록의 발표로 출판하지 못하다가 1619년 볼로냐에서 출판되었다.
《천구론》에서 비앙카니는 신이 지구를 완벽하게 대칭적으로 만들었다는 그의 신념을 자세히 설명한다. 그래서 육지에서 가장 높은 산은 바다의 가장 깊이 곳에 대응되는 곳이 있어야 한다.
원래 지구는 창조 신화의 3일째 되는 날 완벽하게 매끄러운 구의 모양이었다고 비앙카니는 추론했다. 신의 손이 아니라면 "자연법"이 지구를 그런 형태로 유지하도록 했을 것이다. 그러나 비앙카니는 신이 바다의 깊은 곳들을 창조하고 지구의 산들을 만들었다고 믿었다.
게다가 "자연법"에 맡겨진다면 지구의 창조 과정을 본따 지구는 물에 잠기게 될 것이다. 그러나 지구는 물이 아니라 불에 의해 완전하게 파괴되어야 하므로 신의 손이 개입할 것이다.
책의 내용은 라틴어로 다음과 같이 기술되어 있다: Sphaera Mundi seu Cosmographia. Demonstrativa, ac facili Methodo tradita: In qua totius Mundi fabrica, una cum novis, Tychonis, Kepleri, Galilaei, aliorumque; Astronomorum adinventis continetur. Accessere I. Brevis introductio ad Geographiam. II. Apparatus ad Mathematicarum studium. III. Echometria, idest Geometrica tractatio de Echo. IV. Novum. ( 천구론 또는 천지학, 방법을 풍부하고 쉽게 보여줌. 새 이론, 티코, 케플러, 갈릴레오, 그리고 다른 사람들의 전 세계 구조; 목차 1. 지리학, 2. 수학 학습 도구, 3. 반향학, 반향의 기하학적 처리, 4. 새로운 이론.)

분명히 목차에서 알 수 있듯이 이 작품은 또한 튀코 브라헤, 요하네스 케플러, 갈릴레오, 코페르니쿠스, 그밖의 사람들이 망원경으로 발견한 것을 요약해서 보여준다. 비앙카니의 이전 작품에 대한 검열로 인해 《천구론》을 쓰는 그의 방식이 영향을 받았다. 비앙카니는 코페르니쿠스 이론과 케플러 이론에 대한 논의에서 다음과 같이 썼다.
이러한 [태양중심설에 대한] 고대의 믿음은 예리한 이성을 지니고 있으며 천문학의 위대한 복원자였던 니콜라우스 코페르니쿠스에 의해 지난 세기에 되살아났다. 그는 심지어 그것을 다른 사람들의 반론에 대해 반박하기도 하였으므로, 오늘날에는 요하네스 케플러, 윌리엄 길버트(《자석에 관하여》의 저자)와 같은 평판이 높은 수학자들을 비롯하여 몇 사람들은 이 불행한 관점을 지지한다. 다른 수학자들은 이 관점이 터무니없다고 거부한다. 코페르니쿠스는 실제로 지구가 타원으로 움직일 뿐만 아니라 달 아래에 있는 땅, 물, 공기가 지구가 함께 같은 비율로 움직인다고 추가하였는데, 이 가정에 의해 코페르니쿠스와 그의 추종자들은 모양을 갖추었을 뿐만 아니라 반대론자의 주장도 쉽게 빠져나간다고 믿었다. 그러나 그럼에도 불구하고 이러한 의견은 거짓이며 (더 나은 증거와 논증에 의해 성립되었더라도) 이전에 주어진 많은 논증과 권위자들의 많은 의견들에 의해 명백하게 입증된 바와 같이 거부되어야 한다. 게다가 근래에 교회 당국자에 의해 성서와 맞지 않는다고 비난받았으므로 이것은 더욱 확실해졌다. (Sphaera, IV, 37).
이 작품에는 메아리와 해시계와 관련된 자연현상의 연구뿐만 아니라 달의 도면도 포함되어 있었다. 비앙카니의 지도는 코페르니쿠스의 새로운 사상을 지지하기 위해 작성된 것이 아니라 전통적인 지구중심 우주론과 아리스토텔레스 사상을 지지하기 위해 작성된 것이다. 비앙카니는 달에 산이 존재한다는 갈릴레오의 의견에 동의하지 않았다. 비앙카니는 1611년 크리스토프 그리엔베르거(그의 이름을 따서 Gruemberger 분화구가 있다)에게 보낸 편지에서 달에는 어떤 산도 있을 수 없다는 확신에 대하여 썼다.
비앙카니는 코페르니쿠스 체계가 잘못되었고 거부되어야 한다고 하였다. 그럼에도 불구하고 비앙카니는 포세이도니오스와 클레오메데스 등 옛 사람들의 의견을 논의하면서 달 표면에 대한 갈릴레오의 의견을 인용했기 때문에 과학혁명의 와중에도 양면성을 유지했다.
비앙카니의 《시계의 제작》에서는 완벽한 해시계를 만드는 방법을 도면과 함께 논의한다.
바레니우스(Bernhardus Varenius)는 그의 지리적 연구의 많은 부분을 비앙카니의 사상에 바탕을 두었다.

## 저술
- 아리스토텔레스 수학관 (Aristotelis loca mathematica ex universis ipsius operibus collecta et explicata)
- 천구론 Sphaera mundi, seu cosmographia demonstrativa, ac facili methodo tradita
- 해시계의 제작 Constructio instrumenti ad horologia solaria